# Самбо (етнографія)
Самбо (ісп. zambo) — нащадки від змішаних шлюбів  індіанців та африканців. У різних країнах і в різні часи термін мав різні значення. Старі словники визначають його, як змішання африканця і мулатки, або африканки і мулата.
Уривок з книги XVIII століття Прево д'Екзіля «Історія про мандрівки»: «креолами називають народжених від іспанця і американки і навпаки; метисами, або тумамі — від іспанця та індіанки; Кастіс і терцеронамі — від метиса і метиски; квартеронів — від негра і іспанки; мюлатрамі — від негритянки і європейця; грифами — від негритянки і мюлатра; самба — від мулатки та індіанця; кабріо — від індіанки і самбо…» Багато хто з цих термінів зараз застаріли.
У деяких країнах  Латинської Америки використовуються інші слова для позначення нащадків африкансько-індіанських шлюбів: в  Бразилії «кафузу» (порт. cafuzo), в  Мексиці «лобо» (ісп. Lobo), в  Гаїті «марабу» (фр. marabou), в Гондурасі, Белізі,  Гватемалі — «гарифуна» (ісп. garífuna).

## Відомі самбо
- Уго Чавес
- Делла Різ
- Едмон Льюїс
- Хосе Луїс Чилаверт